# Justo Rodríguez Santos
Justo Rodríguez Santos (Santiago de Cuba, 28 de septiembre de 1915-Nueva York, 7 de abril de 1999) fue un poeta y publicista cubano. Integró el consejo editorial de la revista Orígenes, donde algunos de sus poemas aparecieron en la antología poética Diez poetas cubanos realizada por Cintio Vitier, en la cual se reunió la poesía del grupo de autores en torno a dicha revista. Fue también el padre del cineasta León Ichaso.

## Biografía
Nacido en Santiago de Cuba el 28 de septiembre de 1915, se trasladó a temprana edad a La Habana. Allí cursó el bachillerato en filosofía y letras en el Colegio de La Salle, situado en el barrio de El Vedado, y posteriormente se doctoró en la Universidad de La Habana. En 1936 conoció al poeta español Juan Ramón Jiménez, con el que entabló una relación de amistad y quien publicó por primera vez sus poemas en su antología La poesía en Cuba en 1936. Por esta época conoció al poeta José Lezama Lima quien lo invitó a colaborar en la revista Verbum. Además comenzó a trabajar como periodista en diversos espacios radiofónicos primeramente, y luego televisivos, en los que adquirió formación en contenidos publicitarios.
En 1939 formó parte de la revista Espuela de Plata y se empezó a destacar como uno de los representantes de una nueva poética que presagiaba el origenismo. En la década de los 40 conoció y entabló amistad con varios escritores como Virgilio Piñera, Gastón Baquero y Cintio Vitier. Junto a estos dos últimos participó en la creación de la revista Clavileño. Además por esta misma época conoció a los poetas españoles Manuel Altolaguirre y Concha Méndez con los que mantuvo una estrecha amistad. En 1944 se comenzó a publicar la revista Orígenes en cuyo consejo de redacción participó. Del mismo modo Cintio Vitier recogió algunos de sus poemas en su antología Diez poetas cubanos en donde resaltó las cualidades expresivas y formales de este autor. En 1950, por otra parte, salió a la luz La belleza que el cielo no amortaja, su poemario más conocido. 
Tras la revolución de 1959 en la isla, vio con simpatía los procesos de cambios sociales que se estaban produciendo, aunque pronto se mostró en desacuerdo con algunos excesos de las nuevas autoridades. Durante esta época algunos de sus libros son traducidos a diversos idiomas, y algunos de sus poemas llegaron a estar entre los preferidos del líder comunista chino Mao Zedong. Tras el regreso de un viaje a la República Popular China en 1967 y en desacuerdo con determinadas políticas decidió solicitar un permiso de viaje para reunirse con su esposa e hijos en los Estados Unidos. Dicho permiso le fue negado por un año en el que tuvo que subsistir fuera de las instituciones culturales. En 1968 se reunió con su familia en Nueva York y en 1972 comenzó a trabajar como publicista para la empresa Goya Foods donde permaneció hasta su jubilación en 1991. Durante este periodo público algunos libros de poesía como El diapasón ventisquero o Los naipes conjurados.
Su poesía se caracterizó por su profundo lirismo así como por sus cualidades formales. Por otro lado, estéticamente su poesía tuvo algunas características neorrománticas y sirvió como vínculo entre el grupo de los poetas puros (Mariano Brull, Emilio Ballagas, Eugenio Florit) y el grupo de la revista Orígenes.
Justo Rodríguez Santos falleció en el Saint Luke’s-Roosvelt Hospital Center de Manhattan el miércoles 7 de abril de 1999 víctima de un paro cardiaco.

## Obras
- La luz cautiva (1936)
- La belleza que el cielo no amortaja (1950)
- La epopeya del Moncada (poesía de la historia) (1963)
- El diapasón del ventisquero (1976)
- Los naipes conjurados (1979)
- Las óperas del sueño (1989)